# Gardner Pinnacles

Gardner Pinnacles (25°01′N 167°59′O) são duas pequenas ilhas cercadas por um recife nas Ilhas de Sotavento, no Arquipélago do Havaí. Têm uma área de 20,000 m², considerando o recife que as cercam. É parte do estado norte-americano de Havaí.